# Shampooing (collection)
Pour le produit cosmétique, voir Shampooing.

Logo de la collection

Shampooing est une collection de bandes dessinées publiée par les éditions Delcourt, créée en 2005 et dirigée par Lewis Trondheim.

« Ça lave la tête et ça fait des bulles. Shampooing, c'est pour les grands qui savent rester petits et les petits qui veulent devenir grands »

— Lewis Trondheim